# Paederia bojeriana
Paederia bojeriana är en måreväxtart som först beskrevs av Achille Richard och Dc., och fick sitt nu gällande namn av Emmanuel Drake del Castillo. Paederia bojeriana ingår i släktet Paederia och familjen måreväxter.

## Underarter
Arten delas in i följande underarter:
- P. b. bojeriana
- P. b. foetens